# Ilzdurchbruch

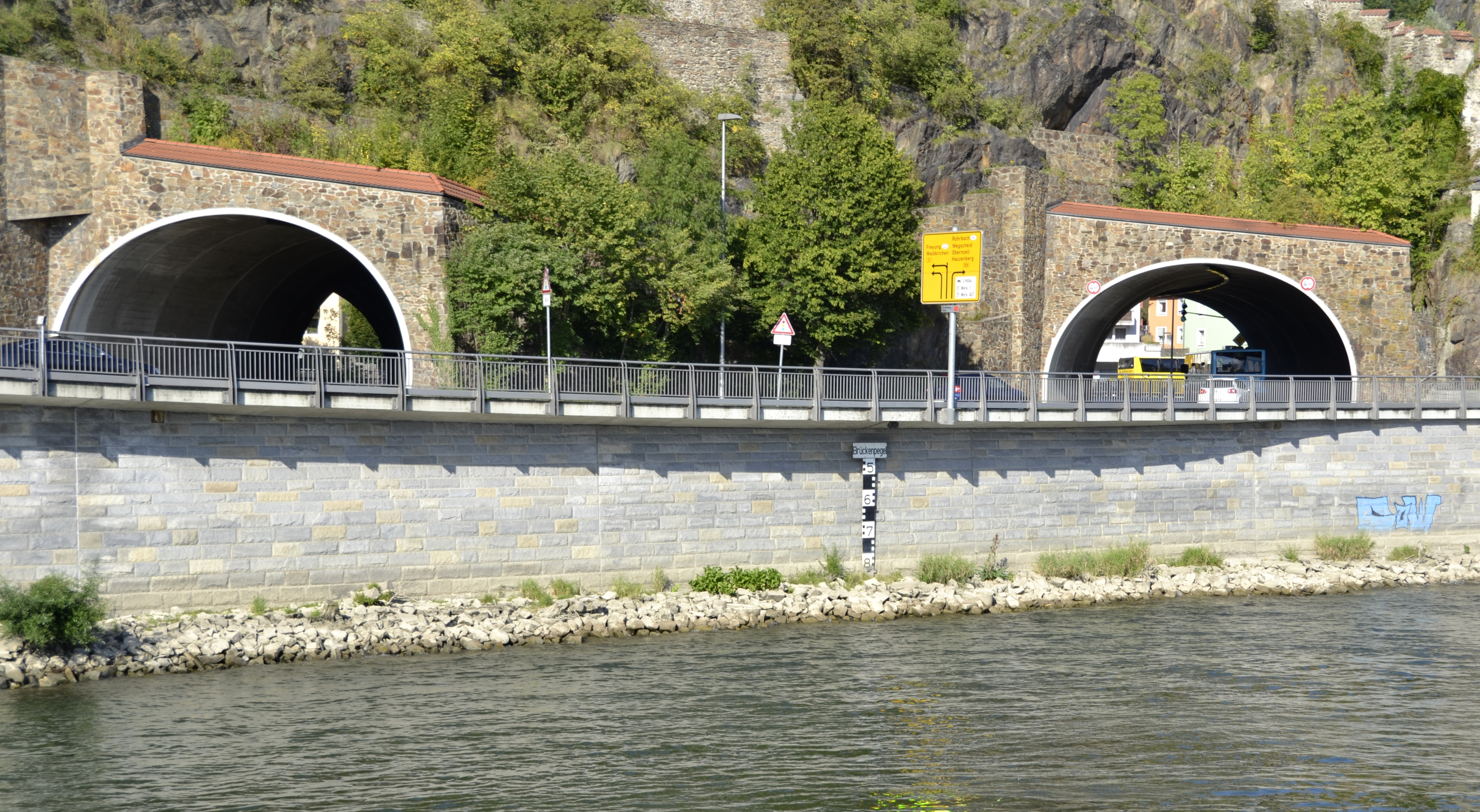
Der Ilzdurchbruch an der Donau

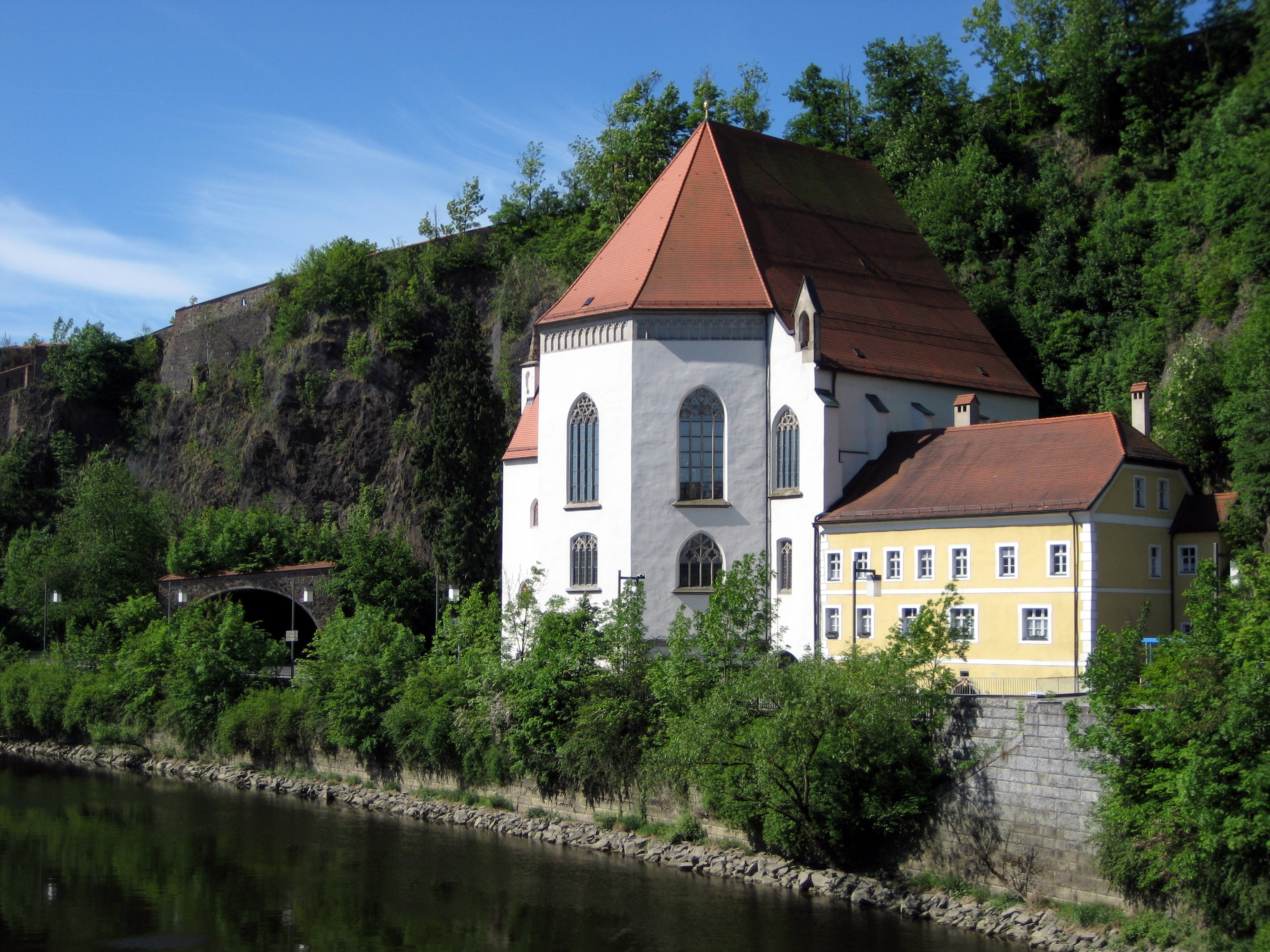
Ilzdurchbruch und St. Salvator an der Ilz

Der Ilzdurchbruch (auch Oberhaus-Tunnel) ist ein zweiröhriger Straßentunnel durch den Georgsberg in Passau.

## Lage
Der Ilzdurchbruch ist als Tunnel Teil der Bundesstraße 12 und verbindet die Passauer Ortsteile Anger und Ilzstadt.
Die beiden Röhren wurden 1762 bzw. 1947 zwischen den beiden Burgen Veste Oberhaus und Veste Niederhaus sowie der Kirche St. Salvator errichtet.
Zu jeder der beiden Tunnelröhren führt eine der beiden Brücken über die Ilz, die kurz nach dem Tunnel bei der Veste Niederhaus in die Donau mündet.
Auf der gegenüberliegenden Seite der Ilz zweigt die B 388 in Richtung Obernzell und Wegscheid ab.
Da der Ilzdurchbruch die einzige direkte innerstädtische Straßenverbindung der nordöstlichen Stadtteile Grubweg und Hals zum Stadtzentrum darstellt und dabei auch den Verkehr von zwei Bundesstraßen durch den Georgsberg führt, spielt der Ilzdurchbruch eine zentrale Rolle in der Verkehrsanbindung dieser beiden Stadtteile und der östlichen Teile der Landkreise Passau und Freyung-Grafenau.
Verkehrstechnisch stellt der Ilzdurchbruch ein Nadelöhr dar.
Bei einer Sperrung des Ilzdurchbruchs sind die Staatsstraße 2323 und der Autobahnzubringer PA 93 die nächsten Umfahrungsmöglichkeiten, was jedoch einen Umweg über Hutthurm und Ruderting bzw. Neukirchen vorm Wald bedeutet, weshalb alternative Verkehrskonzepte in der Lokalpolitik seit Jahren kontrovers diskutiert werden.

## Geschichte
Die erste, heute östliche Tunnelröhre wurde 1762 zusammen mit der Angerstraße unter Fürstbischof Joseph Maria von Thun gebaut.
Sie ist damit nur wenig älter als das Sigmundstor in Salzburg.
Die Errichtung des Tunnels hatte eine Klage des Klosters Niedernburg beim Reichskammergericht zur Folge, da dies die „Überfuhr“ des Klosters Niedernburg in die Passauer Ilzstadt schädigte. Zur Entschädigung durfte das Kloster in der Folgezeit am Tunnel Zoll erheben, was jedoch schon bald wieder eingestellt wurde, da die Unkosten höher als der Ertrag waren.
Direkt am Ilzdurchbruch wurde 1869 der Kettensteg errichtet um einen direkten Zugang zur Altstadt zu ermöglichen. Dieser wurde später durch die etwas flussaufwärts liegende Luitpoldbrücke ersetzt.
Die zweite, westliche Tunnelröhre wurde erst 1947 geschaffen. Im Zuge des Ausbaus der Angerstraße wurden beide Tunnelröhren auf die heutige Größe erweitert. Im Jahr 2025 wurde der Georgsbergtunnel als Rad- und Fußgängertunnel eröffnet.
Als weitere Alternative wird der sogenannte »Große Georgsberg-Tunnel« diskutiert. Hiermit würde die B 12 von der Bayerwaldstraße ab etwa Stromlänge mit einer Brücke über die Ilz und den Bschütt-Park und durch einen etwa 1,6 km langen Tunnel durch den Georgsberg direkt zur Schanzlbrücke geleitet.